# Graffiti (festival)

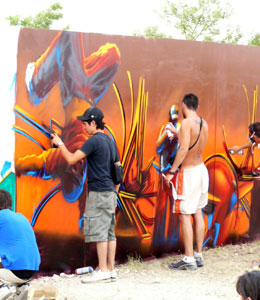
Participantes del festival Graffiti en el recinto de Festimad 2005.

Graffiti era un festival que se celebra de forma paralela al festival de música alternativa Festimad, en el que se provee a los participantes de instalaciones para que efectúen graffitis de técnica y estilo libres acerca de un lema concreto, que varía para cada edición de este festival. Generalmente los graffiteros que participan en este festival son españoles, aunque la organización ha manifestado en varias ocasiones su intención de traer a escritores internacionales sin que ésta se materializase.
Graffiti ha alcanzado especial relevancia en el año 2007 debido a la elaboración de un graffiti de 600 metros de largo por uno y medio de alto en el Estadio Butarque de Leganés, que batió un record Guinness e inauguró la edición de Festimad del 2007. Los 20 graffiteros que participaron en este reto serían premiados, además de con su inclusión en el Libro Guinness de los Récords, con la entrada gratuita a la edición de ese año de Festimad Sur.

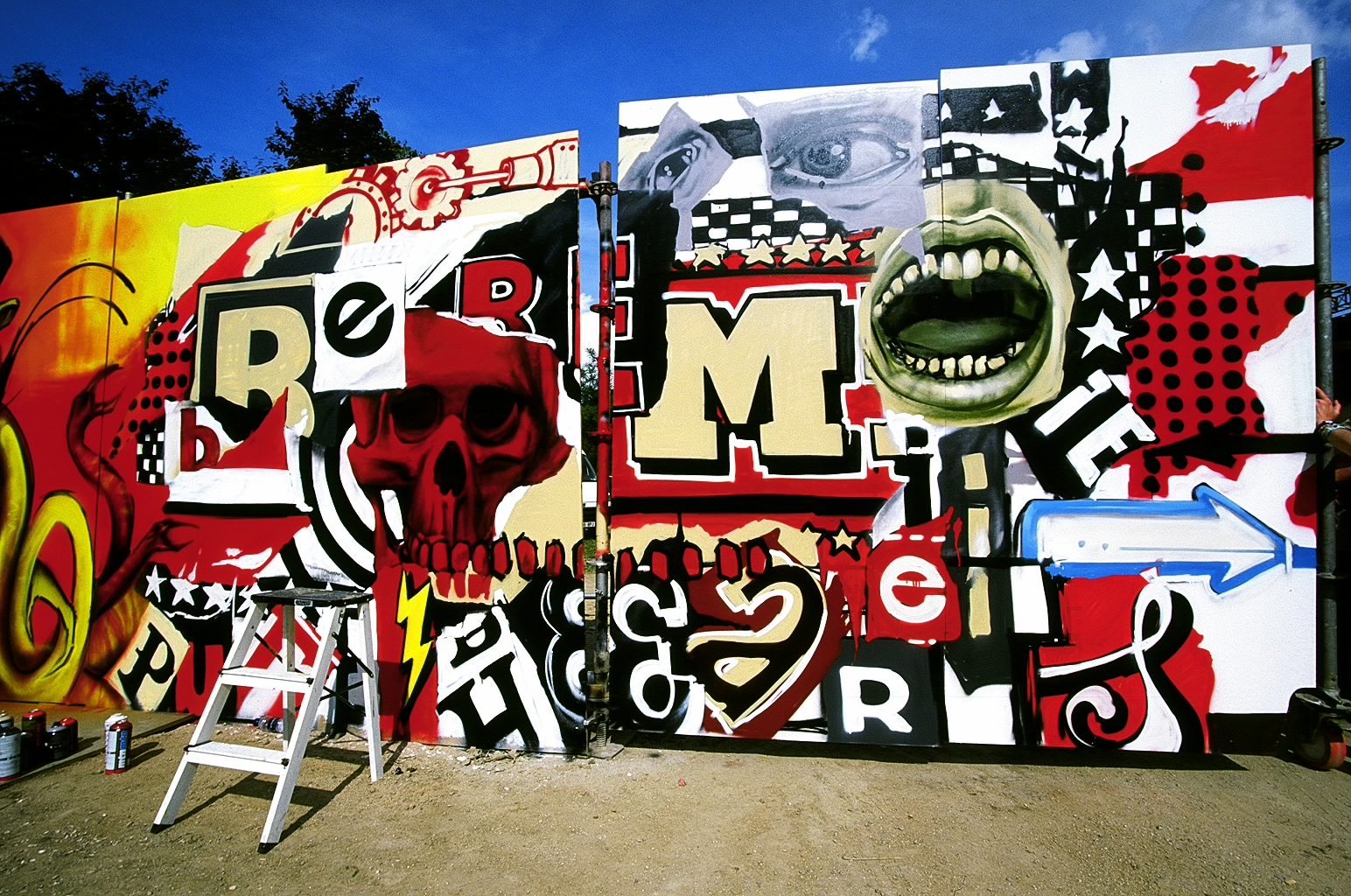
Uno de los grafitis de este festival en 2004.

## Referencias

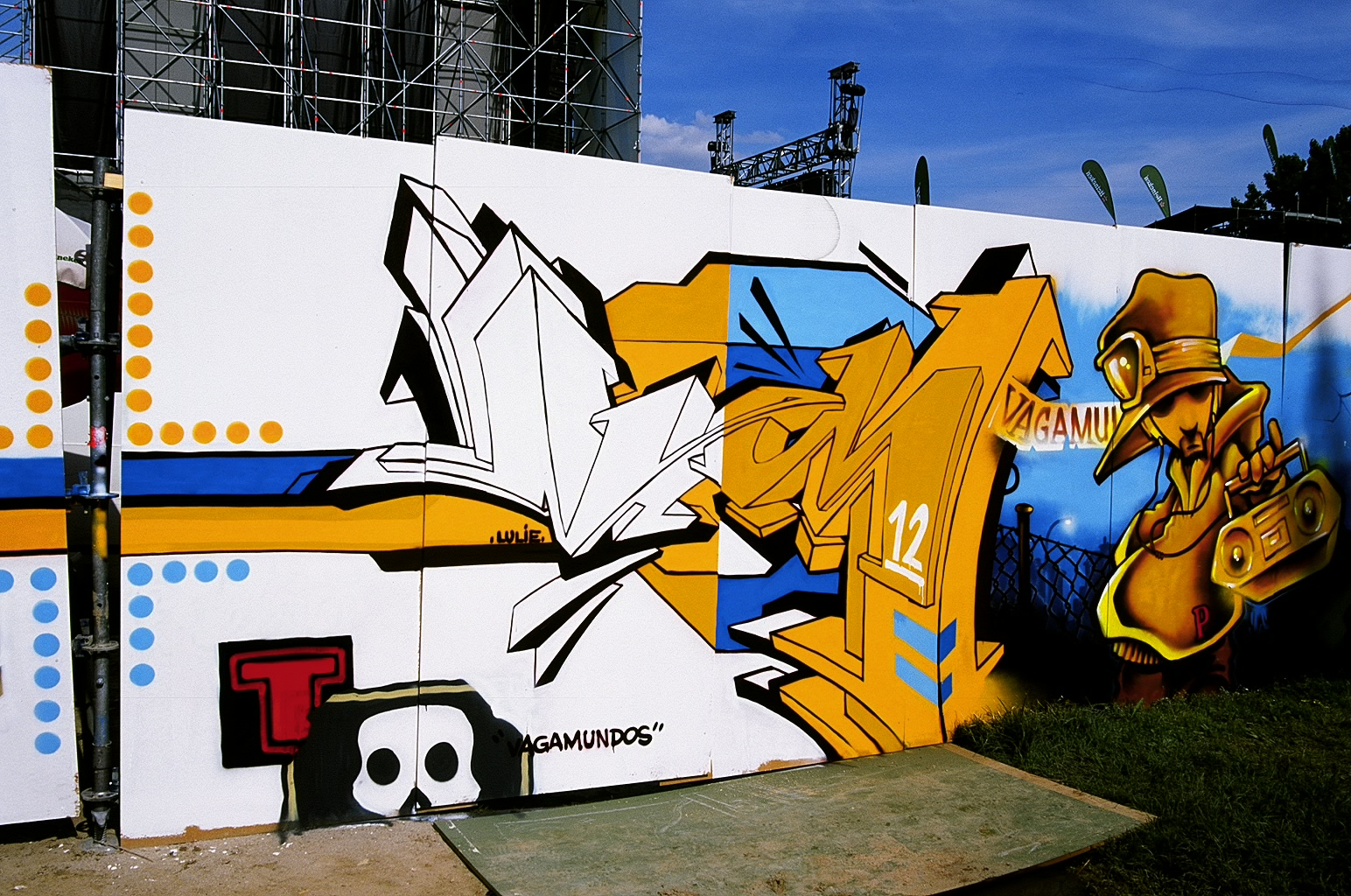
Uno de los grafitis de este festival en 2004.